# 萨沃勒
萨沃勒（法語：Savolles，法語發音：[savɔl]）是法国科多尔省的一个市镇，属于第戎区。

## 地理
萨沃勒（47°22'35"N, 5°16'30"E）面积3.12 平方千米，位于法国勃艮第-弗朗什-孔泰大區科多尔省，该省份为法国中东部省份，北起奥布省，西接涅夫勒省和约讷省，南至索恩-卢瓦尔省，东南接汝拉省，东临上索恩省，东北部与上马恩省接壤。
与萨沃勒接壤的市镇（或旧市镇、城区）包括：马尼圣梅达尔、贝勒讷沃、贝兹河畔米尔博。

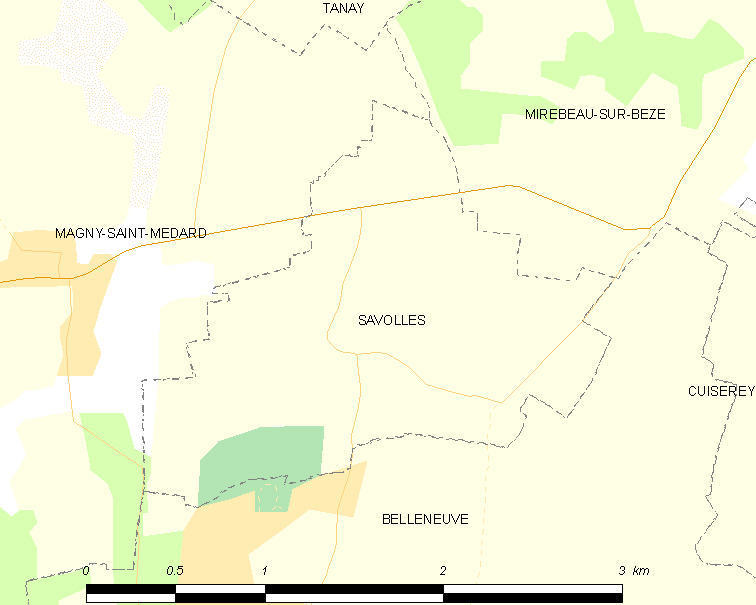
萨沃勒的OSM定位图

萨沃勒的时区为UTC+01:00、UTC+02:00（夏令时）。

## 行政
萨沃勒的邮政编码为21310，INSEE市镇编码为21595。

## 政治
萨沃勒所属的省级选区为圣阿波利奈尔县。

## 人口

1962-2008年间萨沃勒人口变化图示

萨沃勒于2022年1月1日时的人口数量为146人。